# Cornellana
Cornellana és un nucli del municipi de la Vansa i Fórnols, a l'Alt Urgell, a la vall de la Vansa. Se situa al nord-est del poble de Fórnols de Cadí, sota el cap de la Fesa a 1.355 metres d'altitud, esglaonat als vessants de la Serra del Cadí, a la dreta de la vall de Cornellana. Actualment té 9 habitants i hi ha una església dedicada a Sant Pere.

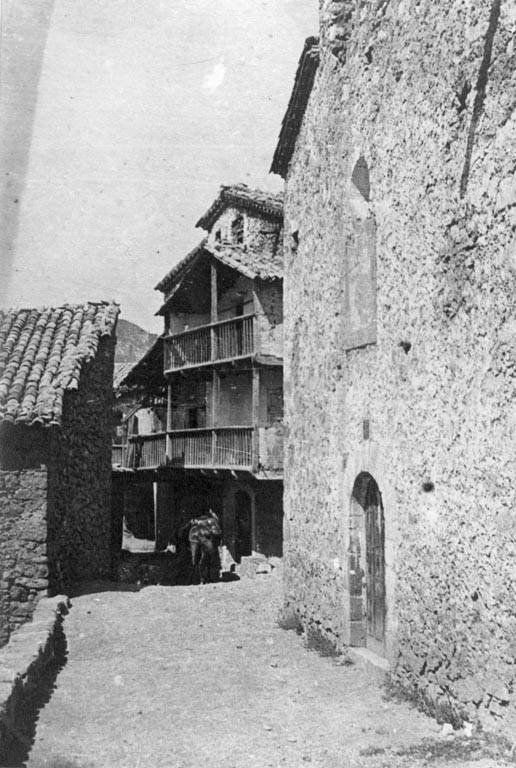
Cornellana el 1926

Encara es poden veure les restes d'una allau de fang que s'endugué algunes cases al segle xix. Per protegir el poble es plantaren alzines a la part alta.